# خورشیدگرفتگی ۱۰ آوریل ۲۰۸۹
خورشیدگرفتگی ۱۰ آوریل ۲۰۸۹ (به انگلیسی: Solar eclipse of April 10, 2089) یک خورشیدگرفتگی از نوع خورشیدگرفتگی حلقه‌ای است. این خورشیدگرفتگی در تاریخ ۱۰ آوریل ۲۰۸۹ میلادی (‎۲۲ فروردین ۱۴۶۸ خورشیدی) روی خواهد داد که زمان اوج آن، ساعت ۲۲:۴۴:۴۲ به‌وقت ساعت هماهنگ جهانی است. مدت زمان و طول این خورشیدگرفتگی ۰ دقیقه و ۵۳ ثانیه خواهد بود.